# 坂上田村麻呂夷人説

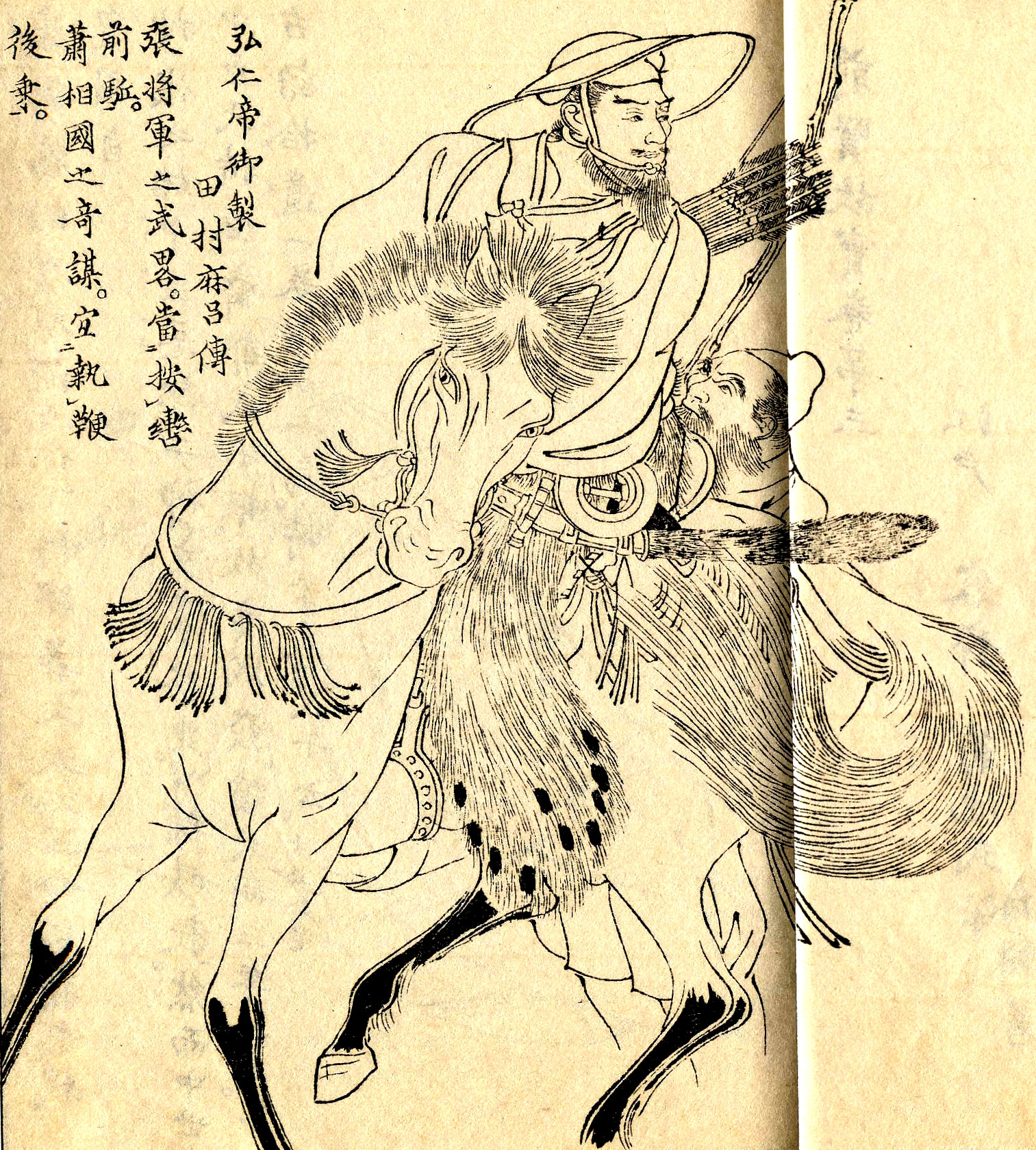
菊池容斎の描いた坂上田村麻呂

坂上田村麻呂夷人説（さかのうえのたむらまろいじんせつ）は、平安時代の武官であり、征夷大将軍として蝦夷征討に功績を残した大納言坂上田村麻呂が蝦夷出身だったという風説である。1913年（大正2年）に喜田貞吉が「坂上田村麻呂は夷人なりとの説」を提唱した。

## 夷人説の展開
平安時代後期、11世紀後期頃の成立と推定される『陸奥話記』の末尾に「我が朝、上古に屢々大軍を発し、国用多く費すと雖も、戎大敗無し。坂面伝母礼麻呂請降、普く六郡の諸戎を服し、独り万代の嘉名を施す。即ち是れ北天の化現にして、希代の名将なり。」とある。
喜田は坂面伝母礼麻呂という人物を「さかのものてもれまる」と訓んで坂上田村麻呂のことであるとし、坂面伝母礼麻呂請降を「田村麻呂が国家に降伏を願い、国家はそれを受け入れ、田村麻呂をして奥六郡の蝦夷を征服させた」と解釈することで、後述の父子ともに奥州で誕生したという説などを傍証として、田村麻呂夷人説を導き出した。

### 請降の解釈
坂面伝母礼麻呂請降の解釈について坂本太郎は「旌降」の誤写であるとして、田村麻呂が旌を持して群衆を率い、陸奥へと降ったと解釈した。
梶原正昭は「降を請けて」とそのまま訓み、阿弖流為・母礼らの降伏を請け入れることで平定をなしとげたと解釈した。
いずれも坂面伝母礼麻呂を坂上田村麻呂とすることは喜田の説と一致する。

## 坂上田村麻呂奥州誕生説

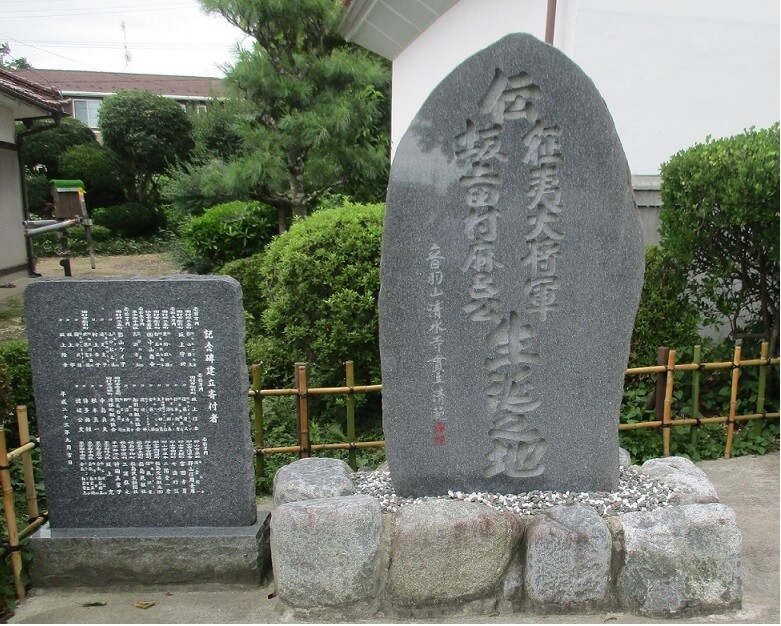
福島県郡山市田村町徳定に建つ「伝 征夷大将軍 坂上田村麻呂公 生誕の地」碑

『坂上系図』別本（浅羽本）には坂上苅田麻呂について「陸奥国苅田郡誕生」、坂上田村麻呂について「奥州田村庄誕生」などと注記されていることから、父子ともに奥州誕生説がある。
高橋崇は『鎌倉大草紙』をはじめお伽草子『田村草子』や奥浄瑠璃『田村三代記』などにもみえるものの、名前と地名との類似・共通性から後世に附会されたものであるとして、「すべて信ずるに足らない」「伝説の域をでるものではない」と論じている。